# Sigyn (bateau viking)
Le Sigyn est le nom donné à une réplique allemande d'un bateau viking de type byrding (petit bateau de transport)  appelé Skuldelev 3. Cette épave préservée, datant du XIe siècle, est conservée au Musée des navires vikings de Roskilde à Roskilde au Danemark. Cette épave a été découverte en 1962 avec quatre autres dans le fjord de Roskilde.

## Histoire
Le Sigyn a été construit en 2000 et a été baptisé du nom d'une déesse mythologique nordique. Après quelques avaries, il a été racheté en 2004 par la NGD (Gruppe Norddeutsche Gesellschaft für Diakonie) de Schleswig qui l'a remis en état et en assure désormais sa gestion.